# 西奥妮·帕帕斯
西奥妮·帕帕斯（1944年—）是一位美国数学教育家，本科毕业于加利福尼亞大學柏克萊分校，硕士毕业于史丹佛大學
，主要作品有《数学万花筒》（The Joy of Mathematics）、《数学百宝箱》（More Joy of Mathematics: Exploring Mathematics All around You）、《数学丑闻：光环底下的阴影》（Mathematical scandals）、《理性的乐章：从名言中感受数学之美》（Music of reason: experiencing the beauty of mathematics through quotations）等。